# Arthur Miller
Arthur Asher Miller (New York, 1915. október 17. – Roxbury, Connecticut, 2005. február 10.) kétszeres Tony-díjas amerikai drámaíró és esszéista.
Elsősorban Az ügynök halála és a Salemi boszorkányok című színdarabjai tették ismertté. A 20. század egyik legjobb színműírójának tartják.

## Életrajzi adatok
Miller szülei lengyel zsidó bevándorlók voltak. A család Harlemben, New York egyik városnegyedében telepedett le. Apja, akinek jólmenő ruhagyára és üzlete volt, az amerikai gazdasági válság idején teljesen tönkrement. A házaspár három gyermeke volt: Kermit (1912–2003), Arthur és Joan Maxine (1922–2022). Miután 1932-ben Miller befejezte a középiskolát, egy autóalkatrészeket tároló raktárban dolgozott mint kétkezi munkás, hogy egyetemi tandíját össze tudja kaparni.
Végül 1934-ben sikerült beiratkoznia a michigani egyetemre (University of Michigan, Michigan). Itt először újságírást tanult. Később az angol szakot választotta, majd ő szerkesztette az egyetem Michigan Daily című lapját. Ezekben az időkben írta első színdarabját is, a No Villain-t (1936), amivel elnyerte a Hopwood-díjat (Avery Hopwood Award). Miller egész életén keresztül szoros kapcsolatban maradt alma máterével: 1985-ben megalapította az „Arthur Miller Jutalomdíj”-at, 1999-ben pedig az „Arthur Miller Drámaírói Díj”-at. 2000-ben az egyetem színházát róla nevezték el.
1937-ben Miller a Honors at Dawn darabjával másodszor nyerte meg a Hopwood díjat. Diplomája kézhezvétele után, 1938-ban visszatért New Yorkba, ahol a megélhetéséhez rádióműsorokhoz írt szövegkönyveket. 1940-ben feleségül vette egykori iskolatársát, a katolikus Mary Slatteryt, akitől két gyermeke született, Jane és Robert. Robert filmrendező lett – 1996-ban ő volt a filmre vitt Salemi boszorkányok gyártásvezetője.
A második világháború idején Millert felmentették a katonai szolgálat alól egy régebbi, futball közben szerzett térdsérülése miatt. A politikai üldözések idején (McCarthy korszak, 1950-es évek) meg kellett jelennie az Amerikaellenes tevékenységet vizsgáló bizottság előtt (House Un-American Activities Committee) Elia Kazan amerikai író és filmrendező feljelentése miatt, mely szerint Miller kommunista gyűlésekre járt. Ezt a korszakot hívják ma politikai boszorkányüldözésnek, melynek alapja akkoriban a kommunizmustól való irracionális félelem volt, technikája pedig a liberálisan gondolkodó értelmiségiek és művészek beárulása. Miller azonban megtagadta a McCarthy-féle bizottság követeléseit: nem volt hajlandó liberális kortársait beárulni. 1957 májusa végén Millert bűnösnek találták törvénysértés címén („Contempt of Congress”). Harminc napi börtönre, hollywoodi feketelistára és 500 dollár pénzbüntetésre ítélték, azonkívül megtiltották útlevele használatát. 1958 augusztusában felmentették a vád alól. Miller és Kazan korábbi közeli barátsága megszűnt, tíz évig nem beszéltek egymással. Kazan megpróbálta védeni magát On the Waterfront című filmje bemutatásával: a történetben egy dokkmunkás hősies tanúvallomást tesz egy korrupt szakszervezeti nagyfőnök ellen.
1956 júniusában Miller elvált Mary Slatterytől, és június végén összeházasodott Marilyn Monroe színésznővel, aki a kedvéért áttért a zsidó vallásra. Négy évi viharos házasság után,
1961 januárjában elvált Monroe-tól is, és egy évvel később feleségül vette Inge Morath osztrák származású fotográfust. A házaspár kitartott egymás mellett Inge haláláig. Két gyermekük közül a fiú, Daniel Down-kórral született. A fiút egy intézetben helyezték el, ahol apja sosem látogatta meg. Miller 1987-es emlékirataiban sem említi beteg fiát. Lányuk, Rebecca Miller, filmrendező lett.
1985-ben a politikailag aktív Miller Harold Pinter angol drámaíró társaságában Törökországba utazott, hogy átvegye az amerikai nagykövetség kitüntetését. Az utat a PEN nemzetközi írószövetség patronálta; a két írót Orhan Pamuk török regényíró kalauzolta Isztambulban. Amikor Pintert kiutasították az országból, mert felemelte szavát a politikai üldözések ellen, Miller is elhagyta Törökországot.
2002 januárjában harmadik felesége, Inge Morath meghalt. Ugyanebben az évben Miller megkapta a spanyol „Asturias hercege” (Principe de Asturias) nevű tekintélyes irodalmi díjat, „a modern dráma vitathatatlan nagymestere” indoklással.
2004 decemberében a 89 éves Miller nyilvánosságra hozta, hogy együtt él a 34 éves Agnes Barley festőművésznővel, és rövidesen összeházasodnak. Erre azonban már nem került sor. Az író 2005. február 10-én szívbénulás következtében meghalt.

## Művei tematikája és írásmódja
Miller a középiskolában sportkedvelő diák volt, távol a könyvmoly típusától. Azt, hogy írót farag magából, akkor döntötte el, amikor elolvasta Dosztojevszkij Karamazov testvérek című regényét. Ezután belefogott a klasszikus görög dráma tanulmányozásába. Stílusában a realista irodalmi irányzatot követte: hitt abban, hogy egy író az élet valóságait csak realista módon tudja hathatósan kifejezni. Írói céljaként az amerikai munkásosztály helyzetének bemutatását tűzte maga elé. Színdarabjaiban legfőképpen az emberek gyengeségeit és sebezhető oldalait vizsgálta beható pszichológiai érzékkel, értékszemléletükre próbált pozitív hatással lenni. Nyelvezete egyszerű, közérthető.
Első darabját 1936-ban, egyetemista korában írta, No Villain címmel. Ugyanebben az évben jelent meg irodalmi díjat nyert drámája, a Honors at Dawn. Az 1944-ben írt The Man Who Had All the Luck című darabját New Jersey államban vitték színpadra. Bár a darab csak négy előadást ért meg, később mégis elnyerte a Theater Guild's National Award díjat.
1947-ben az Édes fiaim (All My Sons) című darabja azonnali sikert aratott a New York-i Broadwayn. A történet egy gyártulajdonosról szól, aki hibás repülőgép-alkatrészeket ad el a második világháború idején.
Az ügynök halála (Death of a Salesman) darabját Miller egy saját építésű kis dolgozószobában írta meg Roxburyben Connecticut, ahol élete végéig lakott. Az első felvonással kevesebb mint egy nap alatt elkészült, és hat héten belül be is fejezte a munkát. A darab egy egyszerű ügynök, Willy Loman tragikus története. Miközben múltja és jelene váltakozik a színpadon, kiderül hogy Loman nem az a sikeres ügynök, akinek családja és barátai előtt beállítja magát. Állását elveszti, odalesz a nagy „Amerikai Álom”. Felesége próbál segíteni a helyzeten, beszél két felnőtt fiával, de Loman az öngyilkosságot választja: eldönti, hogy halálával hasznosabb lesz, remélve hogy az életbiztosítótól kapott összeg segíteni fog családján. A darab 1949-ben megnyerte a Pulitzer-díjat, a Tony-díjat, és a New York-i Drámakritikusok Körének díját (National Book Critics Circle Award). A művet lefordították több mint egy tucat nyelvre.
Következő művét, a Salemi boszorkányokat (The Crucible) 1953 januárjában kezdték szintén nagy sikerrel játszani a Broadwayn. Mielőtt megkezdte a munkát, Miller Salembe utazott (Salem, Massachusetts), hogy belenézzen az 1692-ben lefolyt boszorkányperek történelmi hátterébe. A darabot Miller az egyre agresszívabbá váló Amerika-ellenes tevékenységet vizsgáló bizottság allegóriájaként fogta fel. Manapság ez a drámaíró világszerte leggyakrabban játszott műve mint szimbóluma bármiféle politikai üldözésnek.
1955-ben Miller egyfelvonásos darabbá alakította a Pillantás a hídról (A View From The Bridge) című drámai költeményét, melyet aztán A Memory of Two Mondays című kevésbé ismert darabjával együtt adtak elő a Broadwayn. A következő évben megint elővette a darabot, és kibővítette kétfelvonásosra. A dráma témái a féltékenység, a vérfertőzés és az árulás következményeinek bemutatása egy olasz eredetű amerikai család bonyodalmas életén keresztül.
1964-ben színre vitték a Bűnbeesés után (After the Fall) című írását, mely a Marilyn Monroe-val való házassága idején szerzett tapasztalatait tükrözi. A darab újból összehozta egykori barátjával, Elia Kazannal, bár a régi barátságot már nem tudták helyreállítani. A darabot közösen rendezték, együtt írták meg hozzá a szövegkönyvet is. A Bűnbeesés után-t 1964. január 23-án mutatták be a Washington Square Park-i ANTA nevű színházban. Az előadást mind a hallgatóság, mind a kritikusok óriási felháborodása követte. Mivel a Maggie nevű karakter az ekkor már halott Monroe-ra emlékeztette a nézőket, a történet feldolgozását szinte kegyeletsértésként fogták fel. 1965-ben került sor a Közjáték Vichyben (Incident at Vichy) bemutatására, melyben az író Hitler áldozatainak állított emléket. A történelmi háttér a nácik által megszállt Franciaország.
Ugyanebben az évben Millert a Nemzetközi Irodalmi Szövetség (International PEN) elnökévé választották. Ő volt a szövetség első amerikai elnöke. A tisztséget négy évig viselte. Ebben az időben írta meg The Price című családi drámáját, melyet 1968-ban adtak elő. Az ügynök halála óta talán ez volt a legsikeresebb darabja.
1969-ben a Szovjetunióban Miller munkáit betiltották, mert síkra szállt a szovjet írók alkotói szabadsága mellett. Az 1970-es években több egyfelvonásos darabbal is kísérletezett, és próbált felesége, Inge közreműködésével színre vinni, de ezek nem hoztak sem kritikai, sem anyagi sikert számukra. Többek között ilyenek voltak a Fame, The Reason Why, In The Country, Chinese Encounters és The Creation of the World and Other Business.
1983-ban Miller Kínába utazott, hogy rendezői segítséget nyújtson Az ügynök halála színrevitelében. A darabot Pekingben adták elő.
2002-ben az író elnyerte a spanyol „Asturias hercege” (Principe de Asturias) nevű tekintélyes irodalmi díjjal mint „a modern dráma vitathatatlan mesterét”. Az előző nyertesek között volt Doris Lessing, Günter Grass és Carlos Fuentes. A következő évben Jeruzsálem-díjat nyert. (A Jeruzsálem irodalmi díjat kétévenként adják azoknak az íróknak, akik munkáikon keresztül kiállnak az emberek egyéni szabadsága mellett.)
Miller utolsó darabját, a Finishing the Picture-t 2004 őszén mutatták be Chicagóban, a Goodman színházban (Goodman Theater, Chicago). A darabot a The Misfits című film forgatása közben átélt tapasztalataira alapozta. A film női főszereplője Marilyn Monroe volt, aki ekkor már súlyos depresszióban szenvedett; ennek következtében felesége lelkiállapota megnehezítette a film befejezését.

## Válogatott színdarabok
- No Villain (1936)
- Honors at Dawn (1937)
- The Great Disobedience (1938)
- Listen My Children (1939)
- The Golden Years (1940)
- The Man Who Had All the Luck (1940)
- Édes fiaim (All My Sons, 1947)
- Az ügynök halála (Death of a Salesman, 1949)
- An Enemy of the People (1950), Henrik Ibsen művére alapozva
- Salemi boszorkányok (The Crucible, 1953)
- The Man Who Had All the Luck (1944)
- Két hétfő emléke (A Memory of Two Mondays, 1955)
- Pillantás a hídról (A View from the Bridge, 1955)
- Bűnbeesés után (After the Fall, 1964)
- Közjáték Vichyben (Incident at Vichy, 1965)
- Alku (The Price, 1968)
- A világ teremtése és egyéb ügyek (The Creation of the World and Other Business, 1972)
- Az érsek mennyezete (The Archbishop's Ceiling, 1977)
- Amerikai óra (The American Clock, 1981)
- Elégia egy hölgyhöz (Elegy for a Lady, 1982)
- Valami szerelmes mese (Some Kind of Love Story, 1982)
- Danger! Memory! (1987)
- I Can't Remember Anything (1987)
- Az utolsó yenki (The Last Yankee) (1990)
- Lefelé a hegyről (The Ride Down Mount Morgan, 1991)
- Broken Glass (1994)
- Mr. Peters' Connections (1998)
- Resurrection Blues (2004)
- Finishing the Picture (2004)

## Színdarabjai Magyarországon
A Színházi adattárban regisztrált bemutatóinak száma: 102.
Magyarországi első bemutatóját, 1948. október 29-én, Várkonyi Zoltán legendás társulata, a Művész Színház prezentálta. A darab címe: Édes fiaim.
A színlap
- Szereplők
  - Joe Keller: Pataky Miklós
  - Kate, a felesége: Bulla Elma
  - Chris, a fia: Benkő Gyula
  - George Deever: Zách János
  - Anne Deever: Temesy Hedvig
  - Dr. Jim Bayliss: Járai Ferenc
  - Sue, a felesége: Fónay Márta
  - Frank Lubey: Dömsödi János
  - Lydia, a felesége: Apor Noémi
  - Bert: Balázs László
- Rendező: Apáthi Imre
- Díszlettervező: Fábri Zoltán
- Fordító: Benedek András

A következő bemutatóra tizenegy évet kellett várni. 1959. november 21-én mutatta be a Nemzeti Színház, „Az ügynök halála” című drámáját Timár József főszereplésével. A Rácz Jenő által fordított művet Marton Endre rendezte. Ezt követően Miller, a klasszikus szerzők mellett, a legnépszerűbb külföldi szerző. Az előbb említett dráma mellett a „Pillantás a hídról” és a „Salemi boszorkányok” került legtöbbször színre. Drámái többségét Vajda Miklós és Ungvári Tamás fordította.

## Egyéb irodalmi művek
- Gyújtópont (Focus, 1945) – regény
- "Kallódó emberek" („The Misfits”, 1957) – novella
- I Don’t Need You Anymore (1967) – novellák
- "Csúnyácska lány" („Homely Girl”, 1992) – novella; Angliában „Plain Girl: A Life” címen jelent meg (1995)

## Rádiójátékok
Miller az 1947 és 2002 közötti időkben számos egyfelvonásos rádiójátékot produkált. Ezek között volt a The Guardsman (1944), melyet Molnár Ferenc színművére alapozott.

## Filmre vitt művei
- The Story of G.I. Joe (1943)
- The Hook (1947)
- All My Sons (1948)
- Salemi boszorkányok – francia-NSZK filmdráma (1957)
- Pillantás a hídról – francia-olasz filmdráma (1961)
- Az ügynök halála – Televíziós film, Dustin Hoffman főszereplésével
- Kallódó emberek – amerikai film (1961), a „Kallódó emberek” című novellára alapozva
- An Enemy of the People – egy Henrik Ibsen-mű alapján (1966)
- Playing for Time – Televíziós film (1980)
- Végzetes érdekek (1990) – a Some Kind of Love Story című darabja alapján

## Prózai munkák
- Situation Normal (1944), egy Ernie Pyle nevezetű riporter háborús levelezésein alapuló tanulmány
- In Russia (1969), az első három könyv melyeket fotográfus feleségével, Inge Morath-tal készített a Szovjetunióról és a szovjet társadalomról.
- In the Country (1977), Morath fényképeivel és Miller szövegével a könyv beszámol Roxburyi életükről és karakterrajzot ad szomszédaikról.
- Chinese Encounters (1979), útinapló Morath fényképeivel, az akkori kínai társadalom krónikája
- Salesman in Beijing (1984), Miller rendezői tapasztalatai Az ügynök halálának 1983-as pekingi előadása alkalmával
- Timebends: A Life (1987)

## Színdarab- és esszégyűjtemények
- Kushner, Tony, ed. Arthur Miller, Collected Plays 1944-1961 (Library of America, 2006) ISBN 978-1-931082-91-4
- Martin, Robert A. (ed.), "Arthur Miller színházi esszéi", az író előszavával. NY: Viking Press, 1978 ISBN 0-14-004903-7
- Steven R Centola, ed. Echoes Down the Corridor: Arthur Miller, Collected Essays 1944-2000, Viking Penguin (US)/Methuen (UK), 2000 ISBN 0-413-75690-4

## Magyarul
- A realizmusról; ford. Varannai Aurél, jegyz. Székely György; Színháztudományi Intézet, Budapest, 1959 (Korszerű színház)
- Gyújtópont; ford. Szinnai Tivadar; Kossuth, Budapest, 1961
- Drámák. Arthur Miller dramaturgiája; ford. Benedek András et al., utószó Ungvári Tamás; Európa, Budapest, 1963
- A bűnbeesés után, 1-2.; ford. Vajda Miklós; Színháztudományi Intézet, Budapest, 1964 (Világszínház)
- Az ügynök halála; ford. Ungvári Tamás; Irodalmi, Bukarest, 1966
- James Jones: A pisztoly / Arthur Millerː Éjjeli műszak; ford. Zentai Éva; Kozmosz Könyv, Budapest, 1974
- Kallódó emberek; ford. Falvay Mihály; Magvető, Budapest, 1980 (Rakéta Regénytár)
- Az ügynök halála. Dráma; ford. Ungvári Tamás, rend. Árkosi Árpád; Szigligeti Színház–Verseghy Ferenc Megyei Könyvtár, Szolnok, 1983 (A Szolnoki Szigligeti Színház műhelye)
- Drámaíró, színház, társadalom. Színházi írások; vál. Vajda Miklós, Szántó Judit, szerk. Wéber Péter, ford. Aniot Judit et al.; Múzsák–MSZI, Budapest, 1985 (Korszerű színház)
- Kanyargó időben. Önéletrajz, 1-2; ford. Prekop Gabriella; Európa, Budapest, 1990
- Az ügynök halála. Magánbeszélgetések két felvonásban s egy rekviem; ford. Ungvári Tamás; Interpopulart, Szentendre, 1995 (Populart füzetek)
- Drámák; ford. Hubay Miklós, Ungvári Tamás, Vajda Miklós; Európa, Budapest, 1997
- Csúnyácska lány; ford. Dobi Ildikó, Szántai Zsolt; Szukits, Szeged, 1999 (Modern klasszikusok)
- Egy brooklyni fiú; vál., szerk. Szántai F. Andrea, ford. Galamb Zoltán et al.; Szukits, Szeged, 2003 (Modern klasszikusok)
- Drámák; ford. Benedek András et al.; Európa, Budapest, 2008
- Jelenlét. Elbeszélések; ford. Papolczy Péter; Európa, Budapest, 2010
- Üvegcserepek; ford. Ungvári Tamás; Scolar, Budapest, 2011 (Ungvári Tamás színműfordításai)
- Drámák; ford. Ungvári Tamás; Scolar, Budapest, 2012 (Ungvári Tamás színműfordításai)

## Millerről írt munkák
- Enoch Brater: Arthur Miller (2005, ISBN 0-500-51242-6)
- Susan Abbotson: Critical Companion to Arthur Miller (2007, ISBN 0-8160-6194-7)

## Díjak
- Pulitzer-díj (1949) – dráma
- Tony-díj (1947,1949) – szerző
- New York-i Drámakritikusok Körének díja (National Book Critics Circle Award), (1949) – dráma
- Primetime Emmy-díj (1967, 1981)
- Theater Guild's National Award (dátum ismeretlen)
- Spanyol Principe de Asturias irodalmi díj (2002)
- Jeruzsálem-díj (2003)

## Lásd még
- Hollywood-i feketelista
- McCarthy-éra
- Amerikaellenes tevékenységet vizsgáló bizottság (House Un-American Activities Committee)
- Nemzetközi PEN

## Fordítás
- Ez a szócikk részben vagy egészben  az   Arthur_Miller című angol Wikipédia-szócikk fordításán alapul.  Az eredeti cikk szerkesztőit annak laptörténete sorolja fel. Ez a jelzés csupán a megfogalmazás eredetét és a szerzői jogokat jelzi, nem szolgál a cikkben szereplő információk forrásmegjelöléseként.